# Poesia oral
Poesia oral pode ser definida como toda a poesia que é composta e transmitida sem qualquer auxílio da escrita. Numa definição ainda mais abrangente, pode se referir também a qualquer poesia que seja executada ou lida ao vivo. Em diversas culturas do mundo, a poesia oral está misturada, ou até mesmo é idêntica, à canção. Embora o termo 'oral' tenha ligação etimológica com a palavra boca (através do latim os), em algumas culturas a poesia oral também pode ser executada por outros meios, como os tambores falantes) de algumas culturas africanas. A poesia oral existe maneira mais clara nas culturais orais, porém também pode sobreviver, e até mesmo florescer, em culturas altamente alfabetizadas.
A poesia oral difere da literatura oral em geral porque esta abrange registros literários que não são considerados poesia, como a prosa. Na maior parte da literatura oral, o termo poesia aplica-se apenas àquelas formas que se encaixam nas convenções métricas; entre os exemplos de literatura oral não-poética da cultura ocidental estão piadas, discursos e narração de histórias.
Um movimento influente no estudo da poesia oral, por ter ajudado a trazer a poesia oral para os domínios do estudo literário acadêmico e por ter esclarecido as maneiras com a qual a forma poética e a oralidade se interrelacionam, foi a teoria oral-formulaica, desenvolvida pelos folcloristas americanos Milman Parry e Albert Lord. Esta teoria mostrou como frases formulaicas podiam auxiliar os poetas a improvisar os versos. Uma das consequências do trabalho de Parry e Lord é o de que a poesia improvisada oralmente - em contraste à poesia composta sem o uso da escrita porém memorizada e executada posteriormente - acabou por ser vista como o exemplo por excelência da poesia oral; entre os exemplos da poesia improvisada oralmente estão os épicos dos guslars servo-croatas estudados por Parry e Lord, os bertsolaritza bascos, e o rap freestyle.
Boa parte da poesia oral, no entanto, é memorizada literalmente - embora o palavreado preciso, especialmente de termos e palavras que não são essenciais ao sentido ou a métrica, possam mudar de uma performance a outra, e de um poeta a outro. Embora a composição original de um poema oral memorizado possa ter sido feita sem o uso da escrita, as tradições memoriais por vezes foram originadas a partir de um texto escrito. Da mesma maneira, poemas orais memorizados podem ser escritos futuramente, levando a uma situação em que versões escritas acabam por influenciar as versões memorizadas. Entre exemplos célebres de poesia oral que foi memorizada posteriormente estão canções de ninar, baladas e o verso skáldico escandinavo da Idade Média.
Entre alguns exemplos de tradições poéticas orais ao redor do mundo estão:
- La Payada, na Argentina
- Bertsolaritza, no País Basco
- Għana, em Malta
- O canto a braccio, da região do Lácio, na Itália.[2]
- A improvvisazione in ottava rima da Toscana, Itália.[3]
- Os stornelli e outras tradições locais de outras partes da Itália.